# Platambus maculatus
Platambus maculatus là một loài bọ cánh cứng trong họ Bọ nước. Loài này được Linnaeus miêu tả khoa học năm 1758.

## Hình ảnh

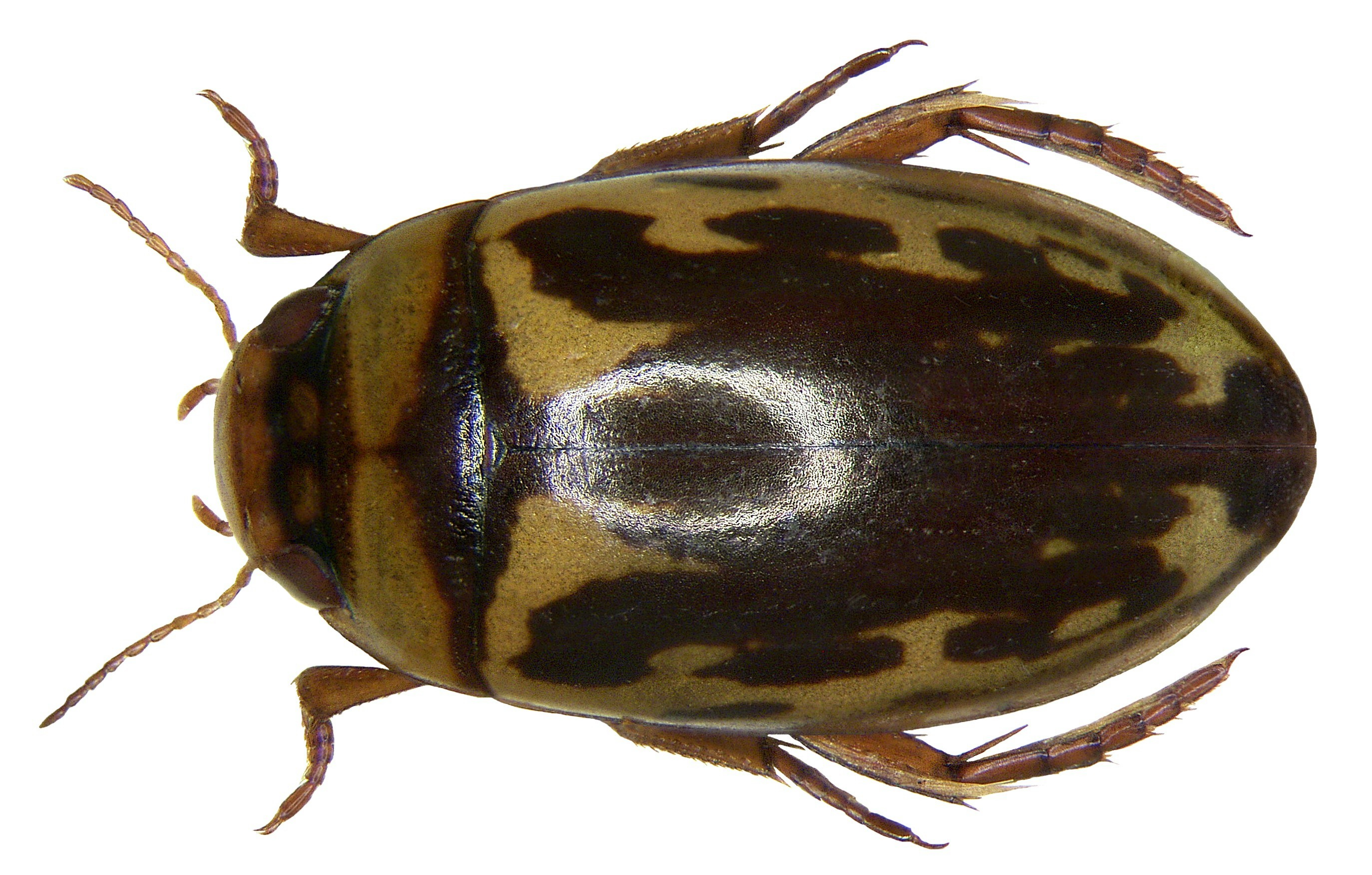
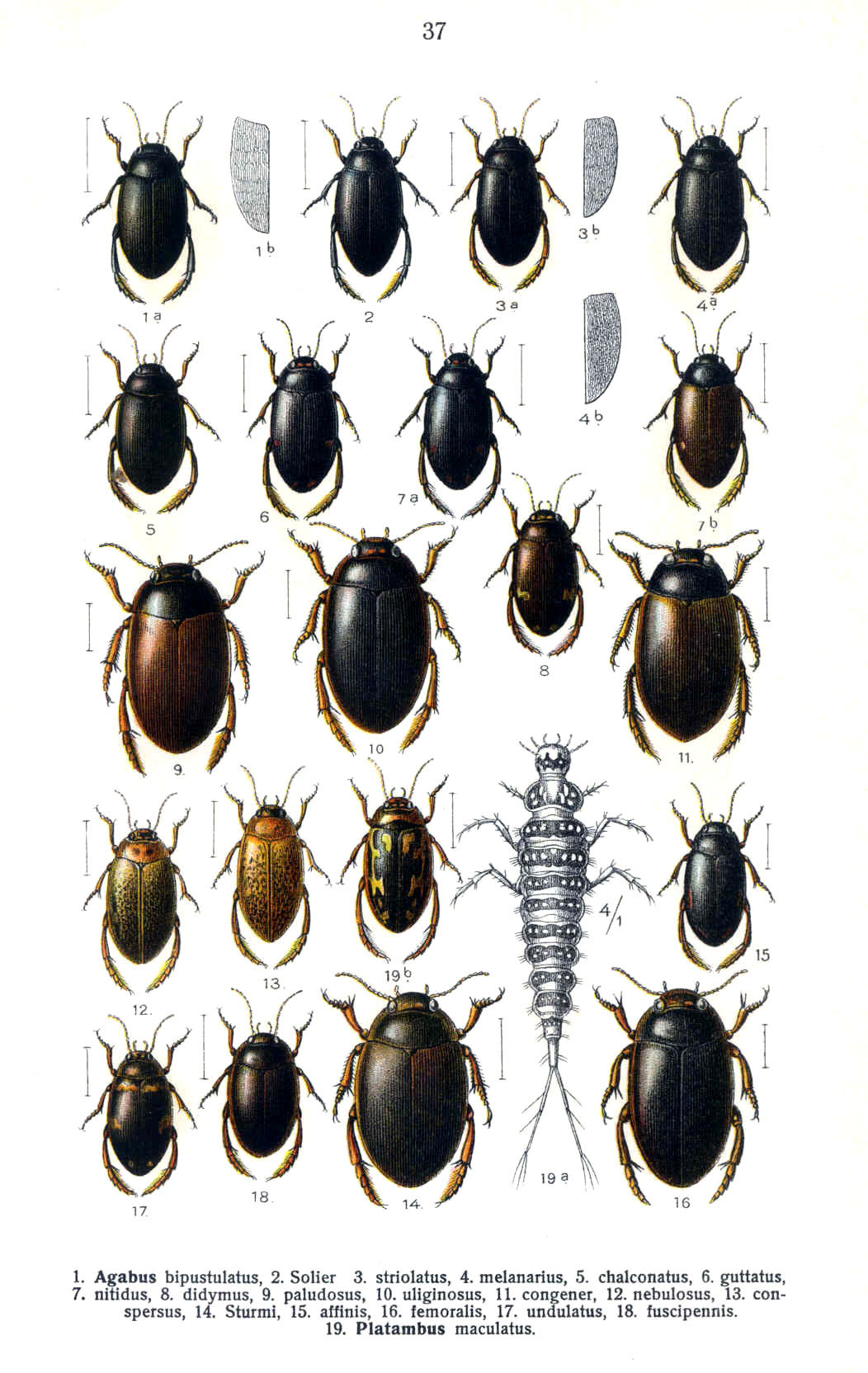
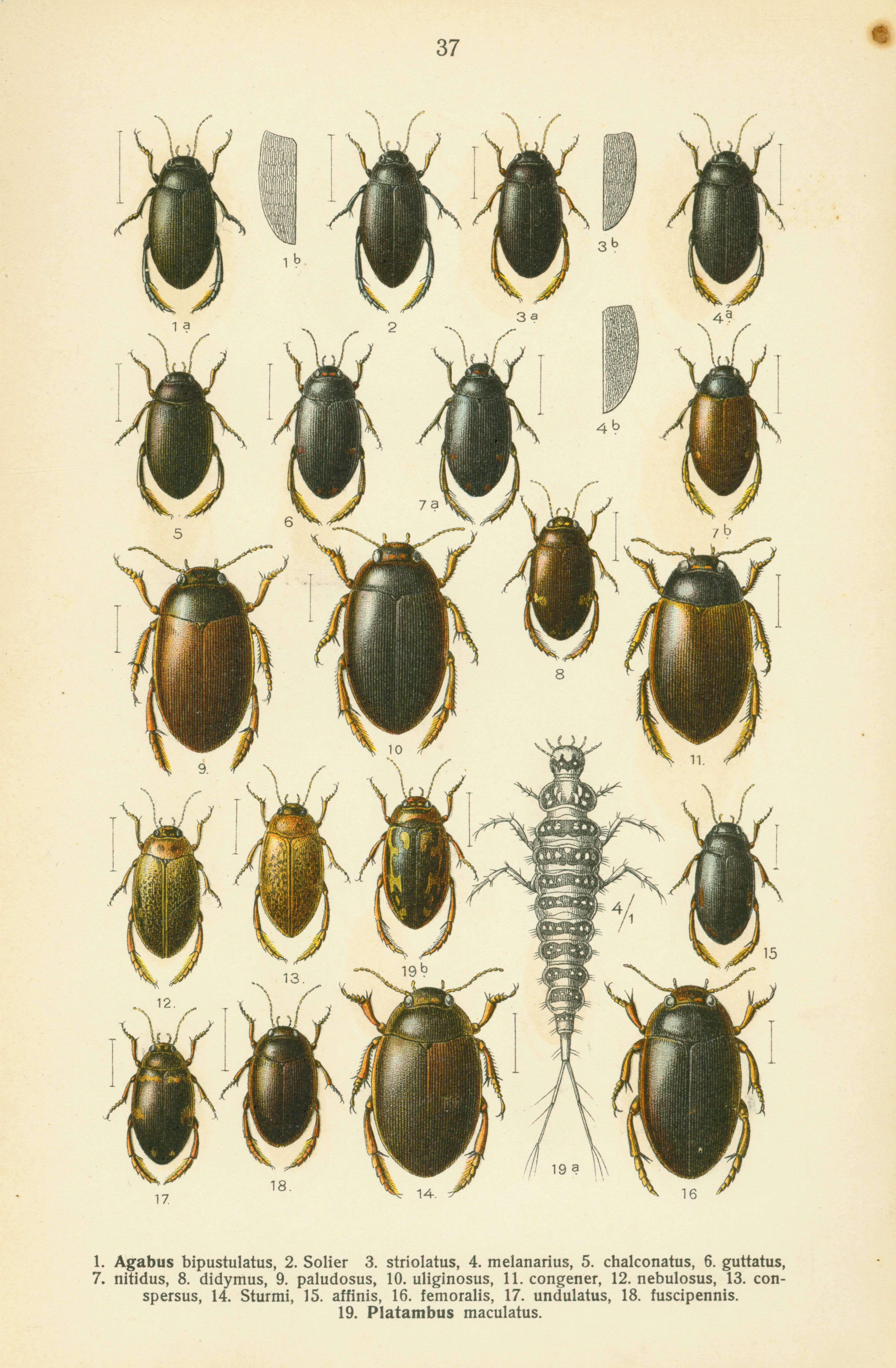